# 광시인민방송
광시인민방송(광서인민광파전대. 중국어 간체자: 广西人民广播电台, 정체자: 廣西人民廣播電臺, 병음: Guǎngxī Rénmín guangbo diantai)은 광시 좡족 자치구의 자치구급 방송이다. 표준 중국어, 광둥어, 베트남어(대외방송) 3가지 언어로 방송한다.

## 연혁
- 1950년 5월 1일 광시인민방송 개국.

## 방송 채널
- 총 6개의 채널이 있다.

| 방송 채널                             | 중파 주파수 | FM 주파수 | 단파 주파수    |
| 위성방송 (卫星广播)                   | 792 kHz     | 91.0 MHz  |                |
| 경제 (经济广播)                       | 1224 kHz    | 97.0 MHz  |                |
| 문예 (文艺广播)                       |             | 95.0 MHz  |                |
| 교육생활 (教育生活广播)               |             | 93.0 MHz  |                |
| 대외방송 (광둥어, 베트남어, 对外广播) |             |           | 5050, 9820 kHz |
| 교통 (交通广播)                       |             | 100.3 MHz |                |